# 沃洛西夫 (納德沃爾納亞區)
48°43′43″N 24°40′31″E / 48.72861°N 24.67528°E
沃洛西夫（烏克蘭語：Волосів），是烏克蘭的村落，位於該國西部伊萬諾-弗蘭科夫斯克州，由納德沃爾納亞區負責管轄，始建於1479年，面積20.1平方公里，2001年人口1,601，人口密度每平方公里79.7人。